# Grillotia heptanchi
Grillotia heptanchi är en plattmaskart som först beskrevs av Vaullegaard 1899.  Grillotia heptanchi ingår i släktet Grillotia och familjen Lacistorhynchidae. Inga underarter finns listade i Catalogue of Life.